# 湯姆·C·克拉克高中
湯瑪斯·C·克拉克高中（英語：Thomas C. Clark High School）是一所位於美國德克薩斯州聖安東尼奧之北邊獨立學區的公立高中，創立於1978年，有超過120間教室，是北邊獨立學區規模最大的學校之一。湯瑪斯•C•克拉克高中是以前任美國聯邦最高法院大法官湯姆·C·克拉克之名為校名。